# 旺角綜合大樓

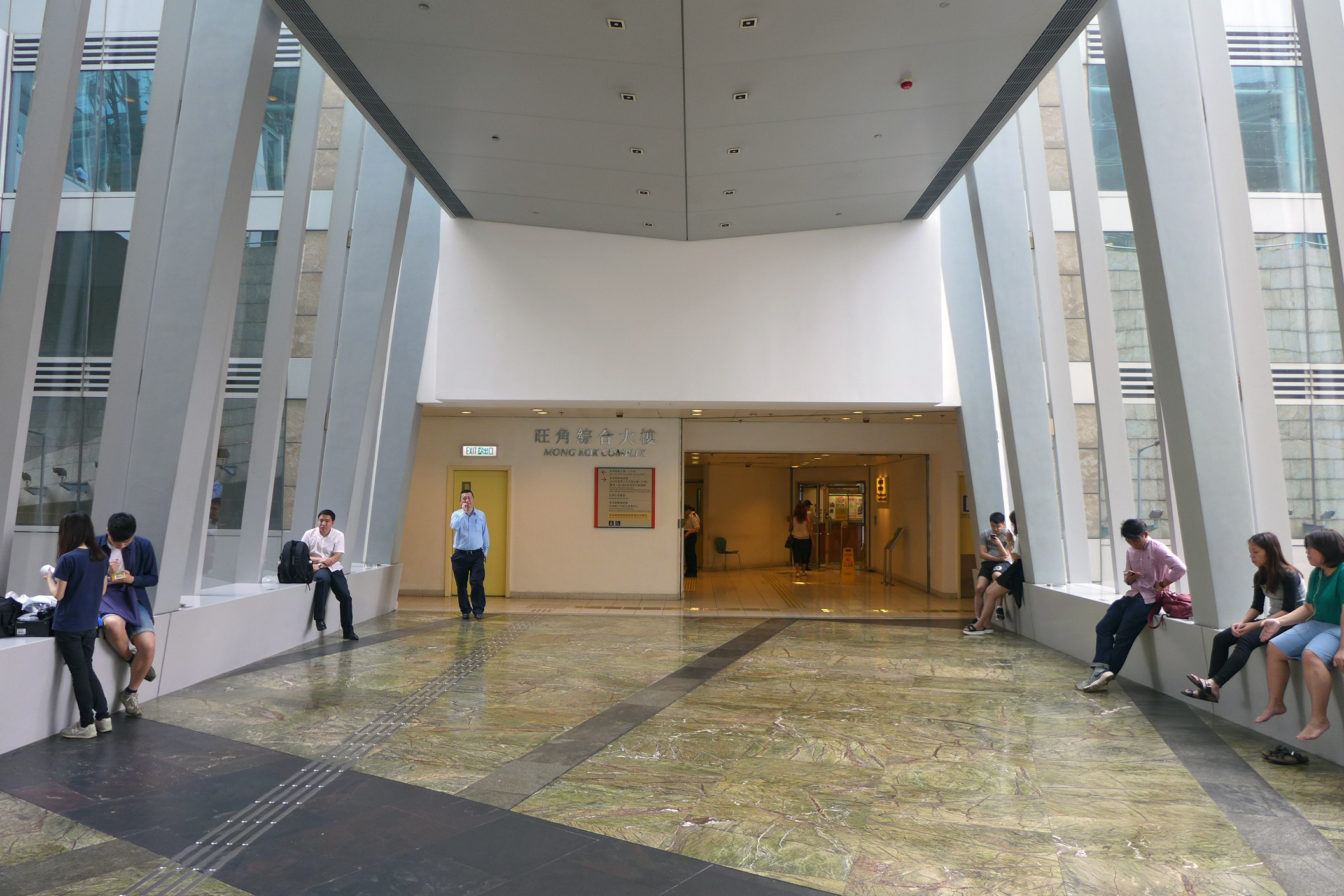
朗豪坊2樓天橋往旺角綜合大樓

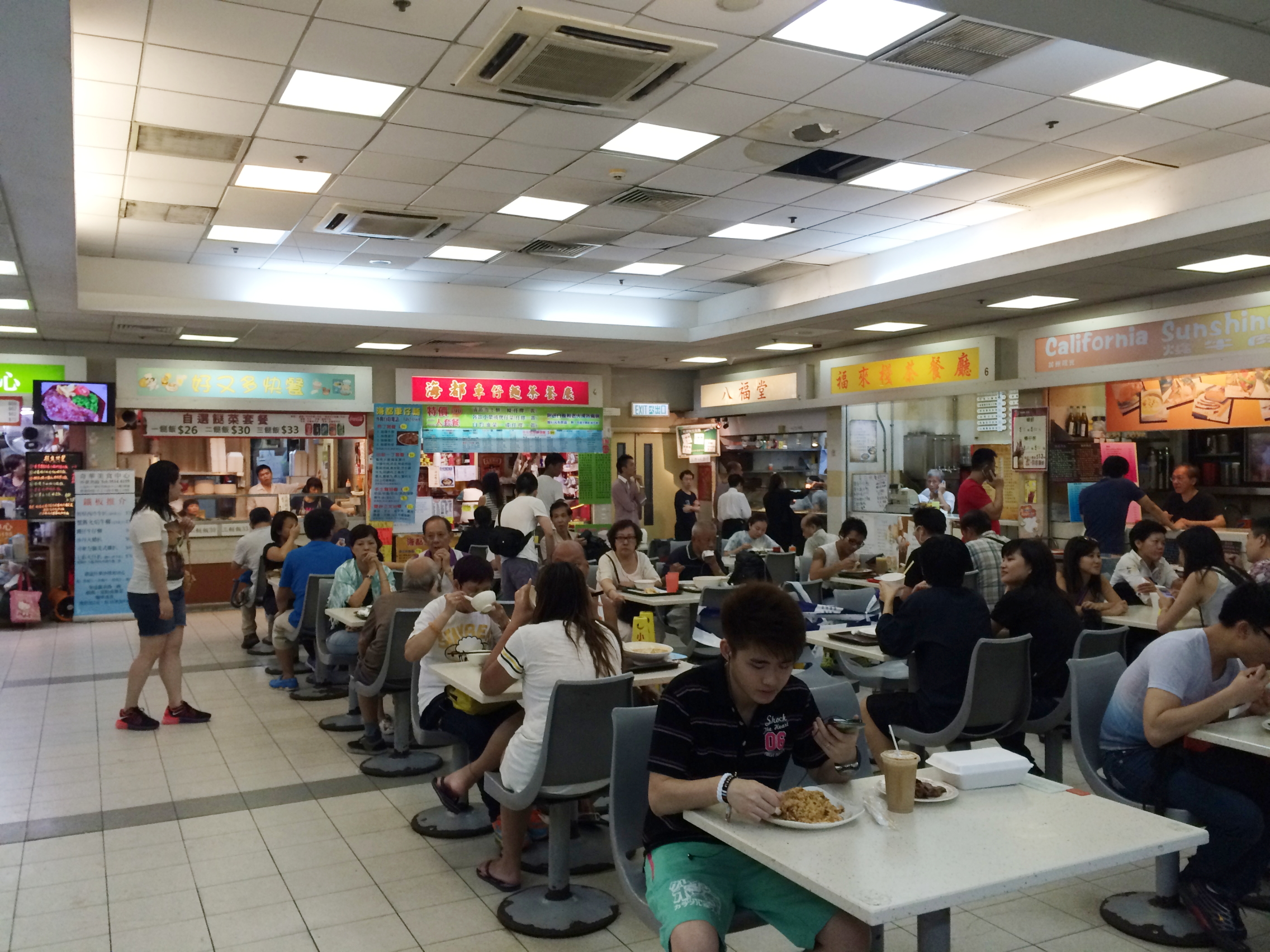
熟食中心

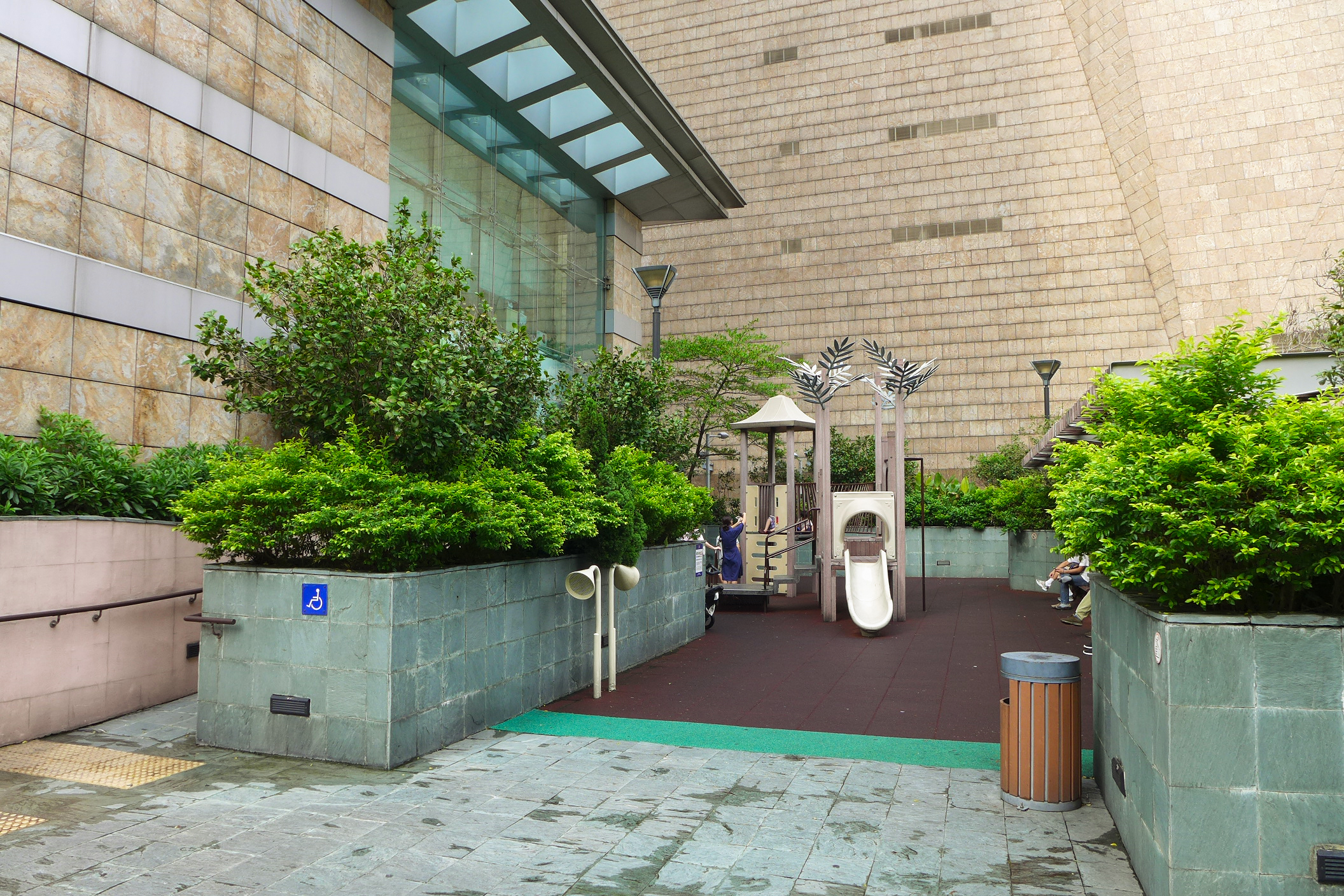
兒童遊樂場

旺角綜合大樓（英語：Mong Kok Complex），是一座位於香港九龍油尖旺區旺角上海街557號的市政大樓，主要地產發展商為市區重建局，於2004年10月竣工。旺角綜合大樓與朗豪坊及朗豪酒店共同成為一組地產發展項目，以行人天橋與朗豪坊連接，毗鄰新填地街及亞皆老街等。
旺角綜合大樓的地面臨馬路的一層是巴士總站和小巴站。1樓及以上為非營利組織、香港政府部門辦事處、社區服務中心、旺角社區會堂、室內熟食中心及多層大廈停車場等。

## 用戶
- 香港遊樂場協會
- 民政事務總署
- 食物環境衞生署
- 香港基督徒服務處雋滙幼兒園

## 相關
- 2011年花園街排檔大火

## 外部連線
- 旺角綜合大樓地圖
- 旺角社區會堂地圖